# Comuna Uhrîniv, Horohiv
Uhrîniv (în ucraineană Угринів) este o comună în raionul Horohiv, regiunea Volînia, Ucraina, formată din satele Dubova Korcima și Uhrîniv (reședința).

## Demografie
Componența lingvistică a satului Uhrîniv
     Ucraineană (99,45%)
     Alte limbi (0,55%)
Conform recensământului din 2001, majoritatea populației satului Uhrîniv era vorbitoare de ucraineană (99,45%), existând în minoritate și vorbitori de alte limbi.